# Philip Ferns
Philip Ferns (14 tháng 11 năm 1937 – 25 tháng 8 năm 2007) là một cầu thủ bóng đá người Anh thi đấu ở vị trí wing half tại Football League.